# 4500 Pascal
4500 Pascal este un asteroid din centura principală, descoperit pe 3 februarie 1989 de Seiji Ueda și Hiroshi Kaneda.